# Estação Ferroviária de Alvito-A
A Estação Ferroviária de Alvito-A é uma interface inativa da Linha do Sul, situada no concelho de Lisboa, em Portugal. Construída em 1999 mas nunca usada, a sua eventual abertura tem sido repetidamente ventilada.

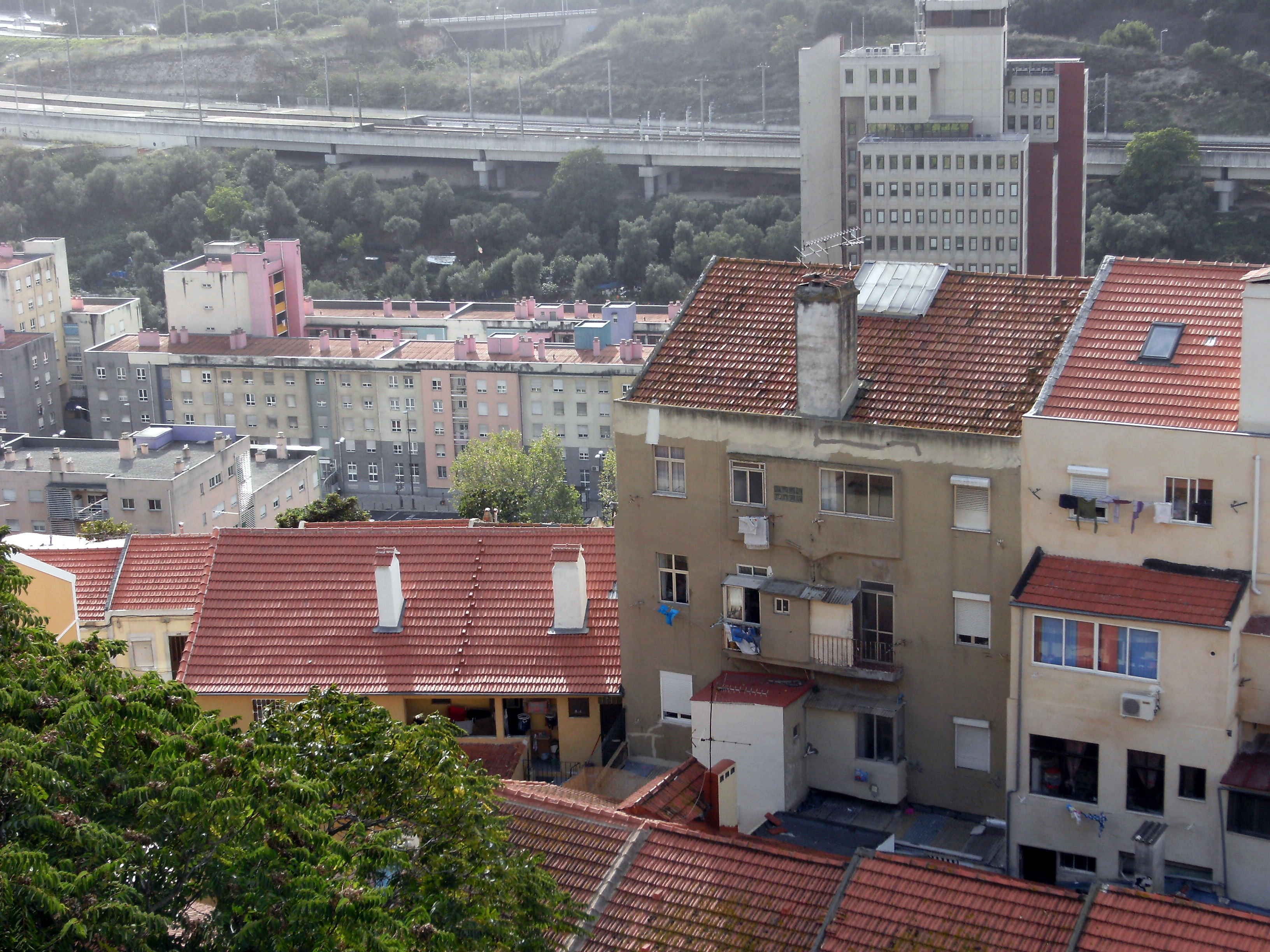
Vista remota, de nordeste, da estação de Alvito-A, em 2012.

## Descrição

### Localização e acessos
Alvito-A situa-se na encosta a noroeste da Praça de Alcântara, confinando com o Parque Florestal de Monsanto, algo distante do bairro epónimo. É apenas acessível por via ferroviária, estando as entradas que ligam à via pública emparedadas ou indisponíveis.

### Caraterização física
Esta interface apresenta quatro vias de circulação, identificadas como I, II, III e IV, todas com 320 m de extensão e acessíveis por plataformas de 229 m de comprimento e 90 cm de altura.
Situa-se junto a esta interface, ao PK 1+200, a zona neutra de Alvito que isola os troços da rede alimentados respetivamente pelas subestações de tração de Fogueteiro e de Amadora.

### Serviços
Não se efetuam nesta interface quaisquer serviços regulares, sendo utilizada apenas como paragem técnica e em casos de emergência.

## História
Alvito-A foi criada simultaneamente com a construção da ferrovia Campolide A - Pinhal Novo, via Ponte 25 de Abril (Eixo Ferroviário Norte-Sul), sendo assim a primeira estação da reorganizada Linha do Sul — nunca foi concluída «porque não existe procura, mas fica preparada para o futuro»: Permaneceu em tosco, só utilizada em casos de emergência.
O seu acabamento e abertura a serviços Fertagus e C.P. foi anunciado para médio prazo em 2008, integrados no Plano de Urbanização de Alcântara, da responsabilidade da Câmara Municipal de Lisboa, com conclusão prevista para 2011, «na melhor das hipóteses»; este plano, reformulado em 2011 (com confirmações subsequentes em 2014 e 2016), prevê a ativação de Alvito-A e a sua ligação intermodal com Alcântara-Terra através de um funicular a vencer o desnível.
Em dados de Janeiro de 2011, este interface contava com 4 vias de circulação, todas com 314 m de comprimento; as plataformas tinham todas 90 cm de altura e 229 m de extensão — valores mais tarde ampliados para os atuais.

A sua possível abertura foi mais uma vez anunciada em 2022, no âmbito da abertura do LIOS Ocidental e/ou do prolongamento da Linha Vermelha do Metropolitano de Lisboa, prevista para 2026.